# 빌리 그레이엄
빌리 그래함(William Franklin Graham Jr., 혹은 Billy Graham, 문화어: 빌리 그라함, 1918년 11월 7일 ~ 2018년 2월 21일)은 미국의 남침례회 목사이다. 그는 아이젠하워 대통령 이후 트럼프 대통령 시절까지 역대 미국 대통령들의 영적 조언자였다.
그래함은 역사상 존재했던 개신교도 중에서 전 세계에 있는 가장 많은 사람들에게 설교한 목회자였다. 그의 측근에 따르면, 1993년 한 해 동안 250만명이 넘는 사람들이 빌리 그래함의 설교를 듣고 예수 그리스도를 인격적인 구세주로 받아들였다. 라디오 청취와 텔레비전 시청을 포함해서 그래함의 생애 동안 그의 설교를 들은 청중은 22억명에 달한다.

## 생애

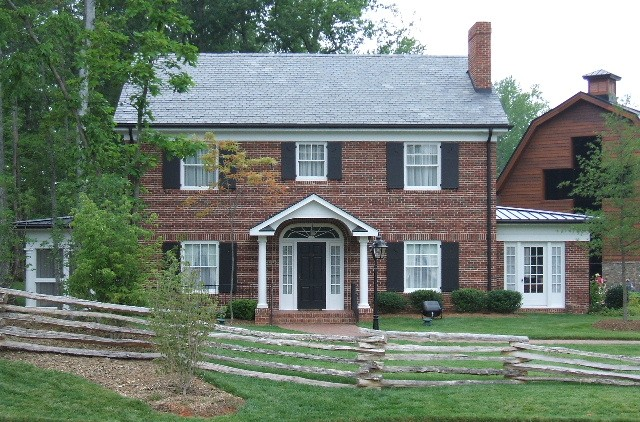
빌리 그래함이 어렸을 때 살았던 집

1918년 11월 7일 노스캐롤라이나주의 샬럿 부근 농촌에서 모로우 코우피(Morrow Coffey) 와 윌리엄 프랭클린 그래함(William Franklin Graham)의 아들로 태어났다. 7살이 되던 해에 그리스도인이 되었다. 플로리다 성서신학교(Florida Bible Institute)에 입학하여 신학을 공부하였다. 휘튼 대학교(Wheaton College)에 진학하였다. 1943년에 대학생시절 만난 루스 벨(Ruth Bell)과 결혼했다. 그들은 지지(Gigi)), 앤(Anne), 루스(Ruth) 세 딸과 두 아들인 프랭크린(Franklin), 네드(Ned)를 합쳐 모두 5명의 아이를 가졌다. 2018년 2월 21일에 소천하였다. 빌리 그래함 목사의 시신은 루이지애나 주립 교도소의 수감자들이 만든 송판으로 만들어진 관에 누였고 시신은 장례식 전 워싱턴 DC로 잠시 옮겨져 국회의사당 로턴다(원형 홀)에 이틀간 안치되어 일반 시민의 조문을 받았다. 일반의 조문을 마치고 시신은 3월 1일 고인의 고향 노스 캐롤라이나 샬럿으로 다시 옮겨 3월 2일 2000여 명의 조객이 참석한 가운데 빌리 그래함 도서관 옆에 설치한 천막에서 장례식이 엄수됐다. 한국의 김장환 목사는 그래함 목사 장례식에 초청되어 외국 목사를 대표해서 조사를 낭독했다. 고인의 시신은 지난 2007년에 별세한 부인 고(故) 루스 그레이엄의 곁에 묻혔다.
- 일리노이주에 있는 작은 침례교회로 부임
- 1950년대 신복음주의 성격의 기독교잡지인 크리스처니티 투데이(Christianity Today)를 창간.
- 2018년 2월 21일 99세의 나이로 사망하였다.

## 신학
빌리 그래함은 개신교 신학적으로는 보수적인 성향인 신복음주의를 배경으로 한다. 오직 예수 그리스도를 통해서만 구원을 받을 수 있으며, 성경은 하나님의 무오한 말씀임을 주장하여, 예수 그리스도의 대속(代贖)과 성경의 권위를 강조한 복음주의자이다. 또한 기독교 근본주의를 신복음주의운동을 통해 개혁하고자 하였다 다른 신복음주의자나 보수주의자와 달리 천주교회 및 진보적 개신교도들과도 기꺼이 대화를 하였다. 우리시대의 위대한 설교자들(브니엘 펴냄)에 따르면 빌리 그래함은 결식아동을 돕는 자선활동도 하고 있는데, 자선활동이 빈곤을 퇴치하지 못함은 알지만 사회적 배려가 필요하다고 했다.

## 전도집회
빌리 그래함은 일생동안 400번이 넘는 전도집회(Crusade)를 전세게 6개 대륙을 다니며 185개국이 넘는 나라에서 개최했다. 그의 첫 전도집회는 1947년 9월 미국 미시간주 그랜드래피즈(Grand Rapids)에서 열었는데 6,000명의 청중이 모였다. 그때 그래함의 나이는 28세였다. 1954년 영국 런던에서는 12주동안 전도집회를 열었으며 뉴욕에서는 1957년 매디슨 스퀘어 가든에서 15주 동안 전도집회를 열어 최장기간의 집회가 되었다. 가장 많은 청중이 모인 집회는 1973년 서울 여의도광장에서 열린 집회로 110만명이 모였다. 전도집회에서 그의 메세지는 주로 하나님의 사랑과 회개를 강조하는 복음의 핵심을 선포하는 것이었다. 그의 설교는 매우 간결하여 누구든지 이해하고 감동받기 쉽게 전달하였다.

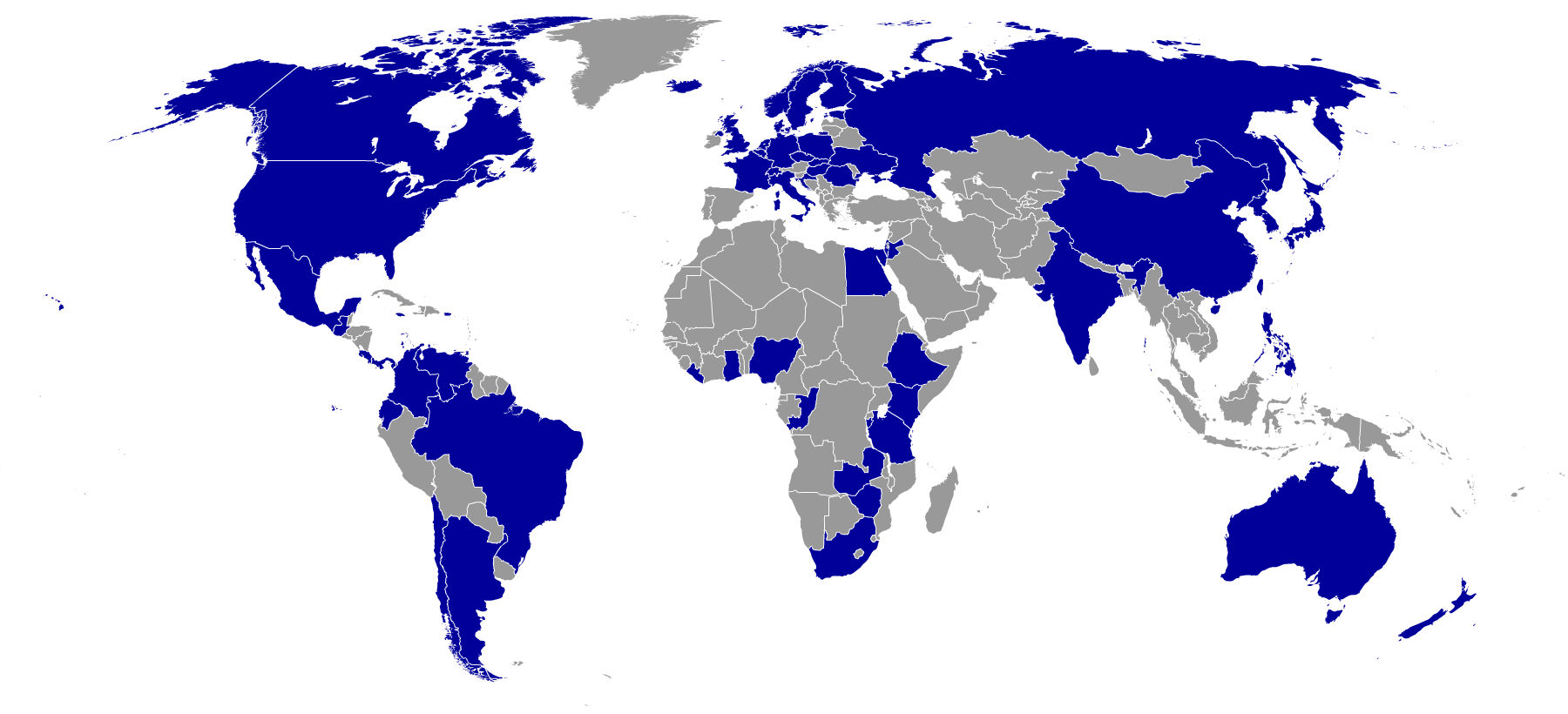
빌리 그래함이 전파 한 국가

## 한국 관련
그는 1952년 한국전쟁 때 한국을 처음 방문했다. 부산과 대구, 서울에서 한국인을 위해 집회를 열었고, 일선지구에 있는 미 장병을 위문하고 성탄 메시지를 전했다. 부산에서 12월17일 야외집회에는 함태영 부통령이 참석했다. 한경직 목사의 통역으로 집회를 열었고 12월18일 부산에서 마지막 집회에서는 8000명이 모였다. 서울집회는 한경직 목사가 담임하신 영락교회에서 한경직 목사의 통역으로 갖었다. 한국방문중에 쓴 일기를 "당신 아들을 전쟁터에서 보았습니다"라는 제목으로 책을 이듬해에 발간하여 책 판매에서 얻어진 수익 전액을 한국전쟁 구호금과 선교비로 한국에 보냈다. 1958년 서울운동장에서 이승만 대통령 등 당시 정부 요인이 참관한 가운데 집회를 개최하였다. 1973년 한국전도 대회는 한경직목사가 준비위원회의 위원장이 되어 빌리 그래함 목사를 초청하여 서울 여의도광장에서 5일에 걸친 전도집회를 김장환 목사의 통역으로 개최했다. 마지막 날 집회에선 110만명의 성도들이 모여서 빌리 그래함의 전도집회 역사상 최다수가 모인 집회가 되었다. 1984년 한국 선교 100주년 기념대회에서도 여의도를 방문하여 설교를 하였다. 1992년과 1994년에 북한의 김일성 전 주석의 초청을 받아 북한을 방문하였다. 1997년 빌리 그래함 목사의 부인인 루스 벨 그레이엄 여사가 북한으로부터 초청받아 장녀 지지와 차남 네드를 대동하고 평양을 방문하였다. 북한이 그래함 목사 부부를 평양으로 초청한 것은 장인 넬슨 벨 선교사가 중국에서 선교활동을 하면서 1930년대 초 딸 루스 벨을 평양의 외국인 학교에 보낸 인연 때문이다.

## 전도협회
빌리 그래함 목사는 1950년에 빌리 그래함 전도협회(Billy Graham Evangelistic Association) (BGEA)를 설립했다. 전도협회 본부는 미네아폴리스(Minneapolis)에서 시작했는데 1999년에 노스캐롤라이나주의 샬럿(Charlotte, North Carolina)으로 옮겼다. 전도협회는 아래와 같은 사업을 했다.
- "결단의 시간" (Hour of Decision), 매주 전 세계로 나가는 라디오 방송으로 50년 넘게 운영[14]
- "나의 대답" (My Answer), 미국내 여러 신문에 개재된 고정 칼럼으로 트리뷴 미디어 서비스가 공급
- "결단" (Decision), 전도협회 발행의 잡지
- "크리스처니티 투데이" (Christianity Today), 1956년부터 발행한 복음주의 기독교 잡지[15]

## 논란
2012년 미국 대통령 선거에 출마한 밋 롬니에 대한 지지를 공개적으로 선언하면서, 예수 그리스도 후기성도 교회는 이단이 아니라고 표명하여 미국 기독교계의 강력한 비판에 직면하였다. 그의 구원론은 수용주의적인 면을 보여준다고 평가를 한다.

## 저서
빌리 그래함은 30권이 넘는 여러권의 책을 집필했으며 많은 책이 베스트 셀러가 되었다. "Angels;God's Secret Agents"(천사:하나님의 비밀 에이전트)는 출판한지 90일 만에 백만부를 넘어선 기록을 세웠다.
- 《Just As I Am》(내 모습 그대로, 1997년작)- 빌리 그래함의 자서전이다. 베스트 셀러인 다섯권의 책중 하나이다.
- 《인생》:빌리 그래함의 설교집이다. 한국어판은 청림출판에서 출판하였다.
- 《I saw your sons at war》(당신 아들을 전쟁터에서 보았습니다, 1953년출판)-빌리 그래함은 1952년 12월 한국을 방문하여 일선 장병들에게 복음을 전하고 부산과 서울에서 한국인에게 전도집회를 열어 복음을 전하였다. 이 책은 한국 방문기간중에 일기형식으로 쓴 기행문이다.[17]